# Omourtag (ville)
Omourtag (en bulgare : Омуртаг) est une ville de Bulgarie située dans la chaîne de montagnes du Grand Balkan (Stara planina).
La ville, qui fait partie de l'oblast de Targovichté, est située à 525 m d'altitude. C'est le centre administratif de la municipalité (obchtina) homonyme Omourtag.
En février 2011, la ville comptait une population de 7 369 habitants.

## Personnalités notables
- Aleksandr Panaïotov Aleksandrov, l'un des deux cosmonautes bulgares.

## Galerie

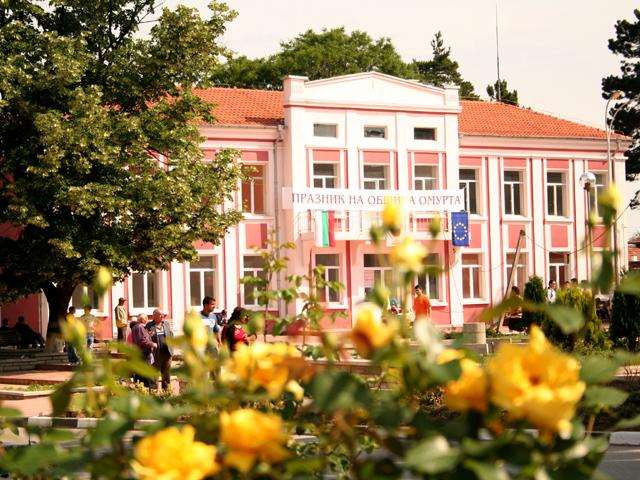
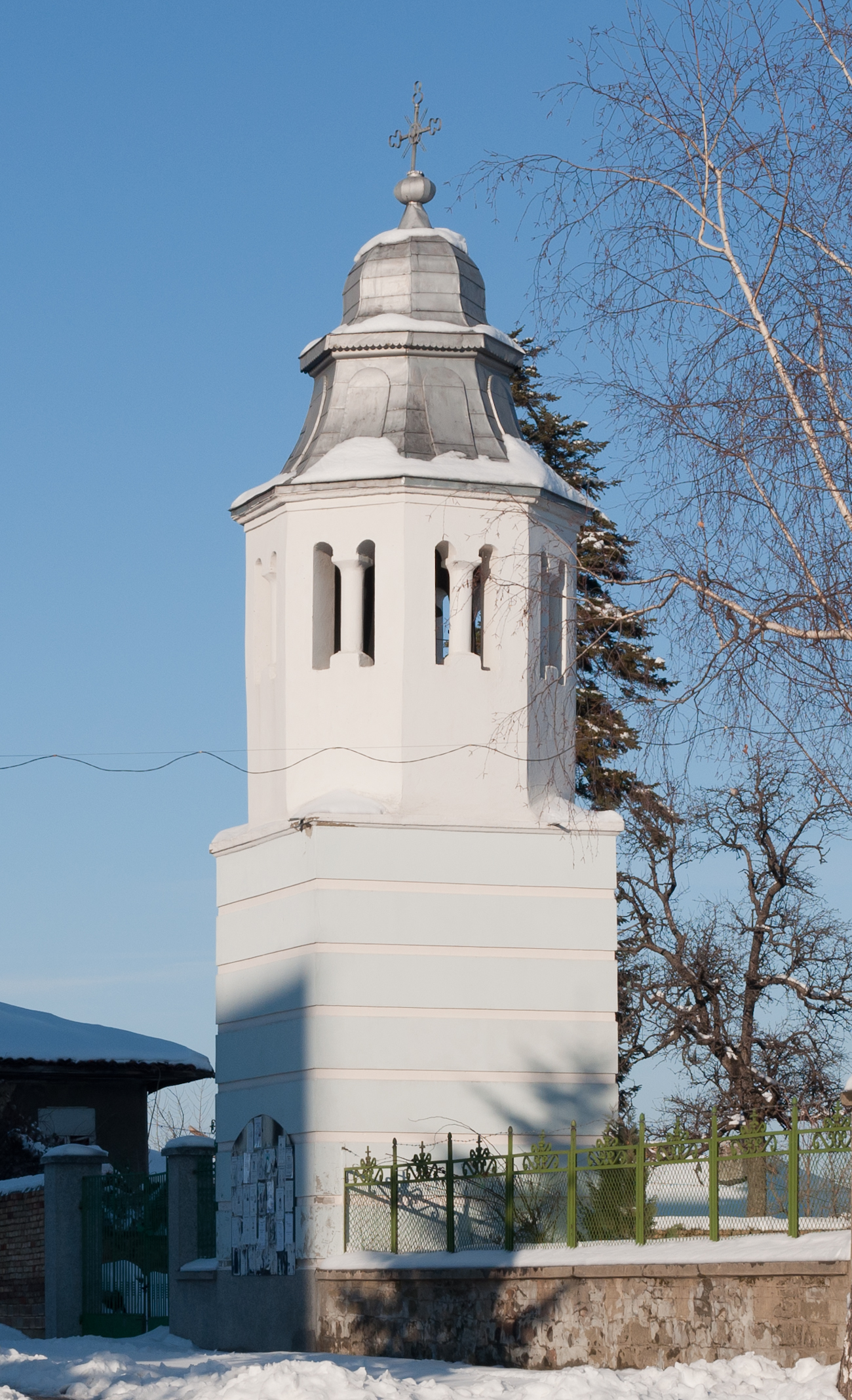
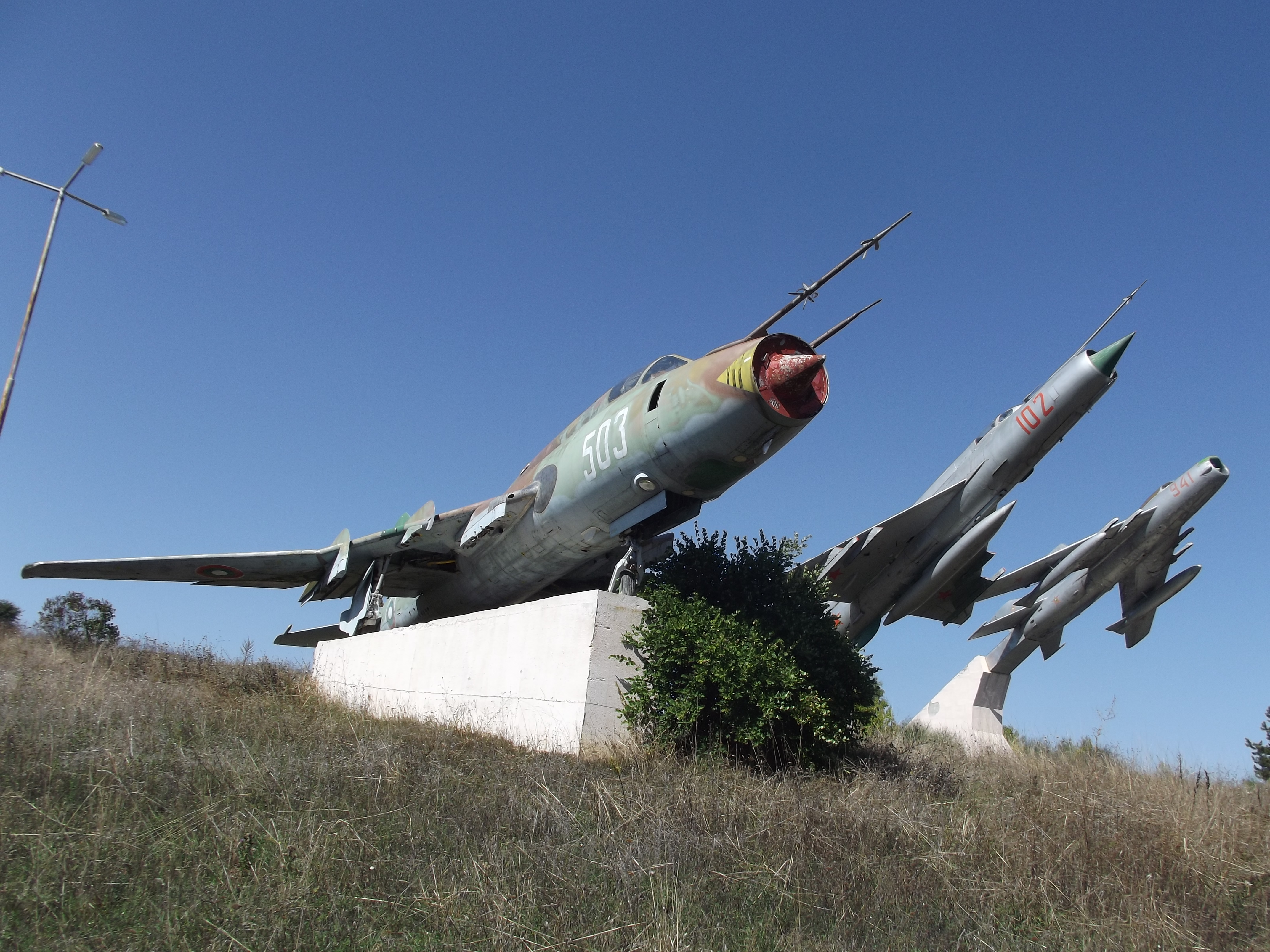